# Спадковий принц Саудівської Аравії
Спадковий принц Саудівської Аравії (араб. لي عهد المملكة العربية السعودية) — друга за важливістю посада в Саудівській Аравії, друга після Короля, і є його призначеним наступником. В даний час спадкоємний принц вступає на посаду зі схвалення Ради вірності після того, як його номінує король. Ця система була запроваджена в країні за часів правління Короля Абдалли. За відсутності короля видається наказ про те, що до його повернення справами держави має керувати кронпринц.

## Стилі спадкоємного принца
Кронпринц називається Його Королівська Високість, а далі — сер.

## Спадкоємні принци Саудівської Аравії (1933 - теперішній час)
| Портрет | Ім'я                                       | Роки життя                                           | Правління                                                         | Титул / Примітки                                                                                 | Династія |
| ------- | ------------------------------------------ | ---------------------------------------------------- | ----------------------------------------------------------------- | ------------------------------------------------------------------------------------------------ | -------- |
|         | 'Сауд ібн Абдель Азіз' سعود                | 15 січня 1902 – 23 лютого 1969 (у віці 67 років)     | 11 травня 1933 — 9 листопада 1953 (став королем)                  | Син Абдул-Азіза ібн Сауда та Вадхи бінт Мухаммад бін Акаб                                        | Саудити  |
|         | 'Фейсал ібн Абдель Азіз' فيصل              | 14 квітня 1906 – 25 березня 1975 (у віці 68 років)   | 9 листопада 1953 — 2 листопада 1964 (став королем)                | Син Абдул-Азіза ібн Сауда і Тарфи бін Абдуллахи бін Абдулаліфи аль-Шіха                          | Саудити  |
|         | 'Мухаммед ібн Абдель Азіз' محمد            | 4 березня 1910 – 25 листопада 1988 (у віці 78 років) | 2 листопада 1964 року — 29 березня 1965 року (пішов у відставку') | Син Абдул-Азіза ібн Сауда та Аль-Джавхари бінт Мусаед Аль-Джилуві                                | Саудити  |
|         | 'Халід ібн Абдель Азіз' خالد               | 13 лютого 1913 – 13 червня 1982 (у віці 69 років)    | 29 March 1965 — 25 березня 1975 (став королем)                    | Син Абдул-Азіза ібн Сауда та Аль-Джавхари бінт Мусаед Аль-Джилуві                                | Саудити  |
|         | 'Фагд ібн Абдель Азіз' فهد                 | 16 березня 1921 – 1 серпня 2005 (у віці 84 роки)     | 25 березня 1975 — 13 червня 1982 (став королем)                   | Син Абдул-Азіза ібн Сауда та Хасси бін Ахмед Аль-Судайрі                                         | Саудити  |
|         | 'Абдалла ібн Абдель Азіз' عبد الله         | 1 серпня 1924 – 22 січня 2015 (у віці 90 років)      | 13 червня 1982 — 1 серпня 2005 року (став королем)                | Син Абдул-Азіза ібн Сауда та Фагди бінт Асі Аль Шураїм                                           | Саудити  |
|         | 'Султан ібн Абдель Азіз' سلطان             | 1 серпня 1931 – 22 жовтня 2011 (у віці 80 років)     | 1 серпня 2005 — 22 жовтня 2011 (помер на посаді)                  | Син Абдул-Азіза ібн Сауда та Хасси бін Ахмед Аль-Судайрі                                         | Саудити  |
|         | 'Найєф бін Абдель Азіз' نايف               | 23 серпня 1934 – 16 червня 2012 (у віці 77 років)    | 22 жовтень 2011 — 16 червня 2012 року (помер на посаді)           | Син Абдул-Азіза ібн Сауда та Хасси бін Ахмед Аль-Судайрі                                         | Саудити  |
|         | 'Салман ібн Абдель Азіз' سلمان             | 31 грудня 1935 (89 років)                            | 16 червня 2012 — 23 січня 2015 року (став королем)                | Син Абдул-Азіза ібн Сауда та Хасси бін Ахмед Аль-Судайрі                                         | Саудити  |
|         | 'Мукрін ібн Абдель Азіз' مقرن              | 15 вересня 1945 (79 років)                           | 23 січня 2015 — 29 квітня 2015 року (подав у відставку')          | Син Абдул-Азіза ібн Сауда та Бараки аль-Яманія                                                   | Саудити  |
|         | 'Мухаммед бін Найєф Аль Сауд' محمد بن نايف | 30 серпня 1959 (65 років)                            | 29 квітня 2015 — 21 червня 2017 року (свідок)                     | Син принца Найєфа бін Абдулазіза і Аль-Джаухари бін Абдулазіза бін Мусаеда бін Джілуві Аль Сауда | Саудити  |
|         | 'Мухаммед ібн Салман' محمد بن سلمان        | 31 серпня 1985 (39 років)                            | 21 червень 2017 — На посаді                                       | Син Короля Салмана та Фахди бін Фалаха                                                           | Саудити  |